# Ilia Datunasvili
Ilia Datunasvili, grúzul: ილია დათუნაშვილი (Kobuleti, 1937. szeptember 1. – 2022. február 11.) grúz labdarúgó, csatár, szovjet bajnoki gólkirály (1966).

## Pályafutása
1954 és 1956 között a Kolmeurne Lancshuti, 1958-ban a Torpedo Kutaiszi, 1959 és 1968 között a Dinamo Tbiliszi labdarúgója volt. A Dinamóval egy szovjet bajnoki címet ért el. Az 1966-os idényben 20 góllal szovjet bajnoki gólkirály lett.

## Sikerei, díjai
Dinamo Tbiliszi
- Szovjet bajnokság
  - bajnok: 1964
  - 3. (2): 1962, 1967
  - gólkirály: 1966 (20 gól)